# Jatari
Jatari é uma cidade e uma nagar panchayat no distrito de Aligarh, no estado indiano de Uttar Pradesh.

## Demografia
Segundo o censo de 2001, Jatari tinha uma população de 17,038 habitantes. Os indivíduos do sexo masculino constituem 54% da população e os do sexo feminino 46%. Jatari tem uma taxa de literacia de 58%, inferior à média nacional de 59.5%: a literacia no sexo masculino é de 69% e no sexo feminino é de 45%. Em Jatari, 18% da população está abaixo dos 6 anos de idade.